# Neomarica brachypus
Neomarica brachypus là một loài thực vật có hoa trong họ Diên vĩ. Loài này được (Baker) Sprague miêu tả khoa học đầu tiên năm 1928.